# SARIA Bio-Industries
Společnost SARIA Bio-Industries AG & Co. KG je skupina podniků, která je aktivní po celé Evropě a jejímž sídlem je město Selm v německém Vestfálsku.
Podnik se zabývá poskytováním služeb v oblasti zemědělství a potravinářského průmyslu (s důrazem na recyklaci produktů z masného průmyslu a potravinářství), dále produkcí nových energií a výrobou jakostních produktů pro výživu člověka, zvířat, akvakulturu, oleochemii a zemědělství. Společnost SARIA je jedním z největších podniků svého druhu v Evropě a patří do rodinného koncernu Rethmann.

## Historie

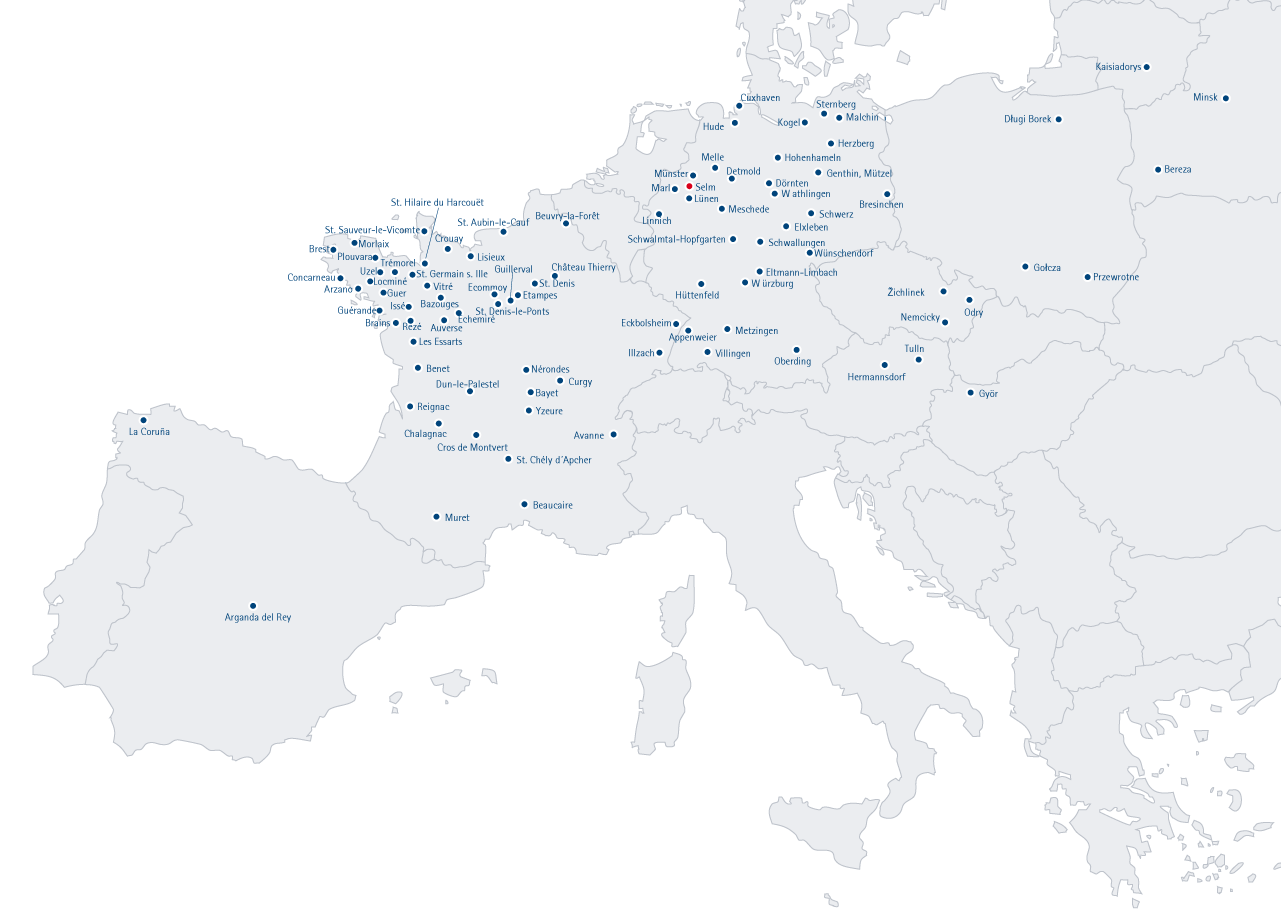
SARIA Europe

Společnost SARIA Bio-Industries AG & Co. KG byla pod tímto obchodním názvem založena v roce 1998 jako svébytný podnik koncernu Rethman, a to za cílem spojit všechny obchodní aktivity koncernu v sekci výrobků a služeb, které byly do té doby organizované mimo jiné ve společnosti Rethmann TBA GmbH & Co. KG. Historický vstupem seskupení podniků Rethmann do oblasti recyklace vedlejších živočišných produktů bylo převzetí společnosti „Gebr. Schaap“ se sídlem ve městě Marl (Německo) v roce 1977.
V době založení společnosti existovalo již sedm zpracovatelských závodů v Německu, deset ve Francii (dříve Soporga a SFM) a po jednom v Rakousku, Polsku, Česku a Španělsku. Díky vytváření nových oblastí obchodní činnosti, rozvoji existujících zpracovatelských závodů a převzetí dalších provozů podnik od roku 1998 nepřetržitě roste. Milníkem se stal například rok 2001, kdy bylo ve městě Malchin uvedeno do provozu v celém Německu první zařízení pro získávání bionafty z živočišných tuků. Následovala další zařízení, ve kterých jsou dodatečně upravovány i rostlinné oleje na biolíh.

## Struktura podniku
Součástí koncernu SARIA Bio-Industries AG & Co. KG jsou jednotlivé mateřské společnosti seskupení podniků SARIA v daných zemích. Pro podnik dnes pracuje asi 3600 zaměstnanců v deseti evropských zemích na asi 100 různých místech. V České republice je skupina podniků SARIA zastoupena dceřinými společnostmi v následujících lokalitách:
- AGRIS spol.s r.o. Medlov
- A S A N A C E spol. s r.o., provoz Žichlínek
- R E C, spol. s r.o., provoz Mankovice

## Produkty a služby
Produkty a služby společnosti SARIA lze rozdělit do několika oblastí:
- Jakostní výrobky (především bílkoviny a tuky) na bázi vedlejších produktů masného průmyslu a rybářství
- Nové energie (především bionafta a biolíh)
- Sběr a recyklace sekundárního materiálu z živočišné výroby a masného průmyslu
- Sběr a recyklace zbytků jídla, dlouho skladovaných potravin a přepálených olejů z fritéz
- Výživa člověka, výživa zvířat, technické aplikace, pěstování rostlin a obilí
- Spotřebitelé energie (především odběratelé elektrické energie a plynu a také pohonných hmot)
- Živočišná výroba a masný průmysl
- Restaurace a velké kuchyně, maloobchod s potravinami